# Michel-Louis Brulard
Pour les articles homonymes, voir Brulard.
Michel-Louis Brulard, né en 1748, est prêtre et membre de l'Ordre des Carmes déchaux à Charenton. Lors de la révolution, il est arrêté et condamné à être déporté en Guyane. Incarcéré sur un navire-ponton à Rochefort, il meurt de pneumonie le 25 juillet 1794. Il est béatifié par Jean-Paul II comme martyr de la foi, le 1er octobre 1995 avec 63 autres prêtres et religieux.

## Biographie

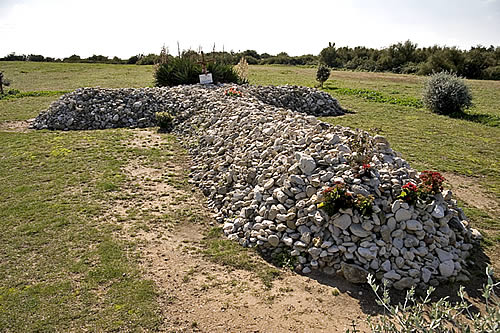
Croix de galets sur l'île Madame.

Michel-Louis Brulard, né en 1748, est un moine carme, prêtre au couvent des Carmes Déchaux de Charenton. Lors de la Révolution il est arrêté et condamné à être déporté en Guyane. Il est incarcéré sur le navire négrier les Deux-Associés. Ne pouvant partir pour la Guyane à cause du blocus anglais, le navire reste à quai et devient ponton. Détenu dans des conditions inhumaines, il meurt d'une pneumonie le 25 juillet 1794. Près de 550 prêtres et religieux (soit les 2/3 des personnes incarcérées) vont périr sur ces navires.
Il a été béatifié comme martyr de la foi, le 1er octobre 1995, par le pape Jean-Paul II, avec 63 autres prêtres et religieux martyrs eux aussi sous la révolution française en 1794-1795.
Depuis 1910, chaque deuxième quinzaine d'août, a lieu un pèlerinage en souvenir des prêtres déportés.

## Fête liturgique
La fête liturgique dans l’Église catholique est fixée le 25 juillet, jour de son décès, mais dans l'Ordre du Carmel, il est fêté le 18 août, en même temps que Jacques Gagnot et Jean-Baptiste Duverneuil, eux aussi morts en martyrs sur les pontons de Rochefort. Dans l'ordre du Carmel, sa fête est célébrée avec rang de mémoire facultative.